# Phytoecia circumdata
Phytoecia circumdata es una especie de escarabajo longicornio del género Phytoecia, subfamilia Lamiinae. Fue descrita científicamente por Kraatz en 1882.
Se distribuye por Afganistán, Irán, Kazajistán, Kirguistán, Uzbekistán y Tayikistán. Posee una longitud corporal de 9-11 milímetros. El período de vuelo de esta especie ocurre únicamente en el mes de junio.